# To the Faithful Departed
To the Faithful Departed  (укр. Покійним праведникам) — третій студійний альбом ірландського гурту The Cranberries. Виданий 29 квітня 1996 року на Island Records. Альбом був присвячений пам’яті Денні Коудела (саме він допоміг підписати контракт гурта з Island Records) та Джої, дідуся вокалісти гурту. Станом на квітень 2007 року було продано 1 700 000 копій альбому у США. Загальний наклад альбому склав 6 000 000 копій.

## Список пісень
Автор слів Долорес О'Ріордан. 
| #     | Назва                     | Тривалість |
| ----- | ------------------------- | ---------- |
| 1.    | «Hollywood»               | 5:08       |
| 2.    | «Salvation»               | 2:23       |
| 3.    | «When You're Gone»        | 4:56       |
| 4.    | «Free to Decide»          | 4:25       |
| 5.    | «War Child»               | 3:50       |
| 6.    | «Forever Yellow Skies»    | 4:09       |
| 7.    | «The Rebels»              | 3:20       |
| 8.    | «I Just Shot John Lennon» | 2:41       |
| 9.    | «Electric Blue»           | 4:51       |
| 10.   | «I'm Still Remembering»   | 4:48       |
| 11.   | «Will You Remember»       | 2:49       |
| 12.   | «Joe»                     | 3:22       |
| 13.   | «Bosnia»                  | 5:40       |
| 52:19 |                           |            |

### Версія для аудіокоссети 1996 року
| #     | Назва                     | Тривалість |
| ----- | ------------------------- | ---------- |
| 1.    | «Hollywood»               | 5:08       |
| 2.    | «Salvation»               | 2:23       |
| 3.    | «When You're Gone»        | 4:56       |
| 4.    | «Free to Decide»          | 4:25       |
| 5.    | «War Child»               | 3:50       |
| 6.    | «Forever Yellow Skies»    | 4:09       |
| 7.    | «The Rebels»              | 3:20       |
| 8.    | «Intermission»            | 2:08       |
| 9.    | «I Just Shot John Lennon» | 2:41       |
| 10.   | «Electric Blue»           | 4:51       |
| 11.   | «I'm Still Remembering»   | 4:48       |
| 12.   | «Will You Remember»       | 2:49       |
| 13.   | «Joe»                     | 3:22       |
| 14.   | «Cordell»                 | 3:41       |
| 15.   | «Bosnia»                  | 5:40       |
| 56:08 |                           |            |

### Перевидання
Альбом був перевиданий у 2002 році під назвою To the Faithful Departed (The Complete Sessions 1996–1997). До оновленого видання увійшло декілька додаткових пісень.
| #     | Назва                                                                      | Тривалість |
| ----- | -------------------------------------------------------------------------- | ---------- |
| 16.   | «The Picture I View»                                                       | 2:28       |
| 17.   | «Ave Maria» (Лучано Паваротті разом з Долорес О'Ріордан, live)             | 4:13       |
| 18.   | «Go Your Own Way» (Лінсі Букінгем)                                         | 4:03       |
| 19.   | «God Be with You» (запис з The Devil's Own O.S.T., Долорес О'Ріордан соло) | 3:34       |
| 72:31 |                                                                            |            |